# 小行星2547
小行星2547（2547 Hubei），又称为湖北星，是由紫金山天文台在1964年10月9日发现的主带小行星。
小行星2547以中国的省份湖北省命名。